# Barnby, Suffolk
Barnby är en ort och civil parish i Storbritannien.   Den ligger i grevskapet Suffolk och riksdelen England, i den sydöstra delen av landet, 160 km nordost om huvudstaden London. Barnby ligger 11 meter över havet och antalet invånare är 490.
Terrängen runt Barnby är platt. Runt Barnby är det tätbefolkat, med 308 invånare per kvadratkilometer. Närmaste större samhälle är Lowestoft, 8,0 km öster om Barnby. Trakten runt Barnby består till största delen av jordbruksmark.